# René Nicod
Pour les articles homonymes, voir Nicod (homonymie).
René Nicod, né René-Marius Nicod le 18 juillet 1881 à Saint-Claude (Jura) et mort le 14 mars 1950 à Oyonnax (Ain), est un homme politique français, comptable de profession.

## Biographie
Orphelin dès son adolescence, René Nicod doit interrompre ses études au collège de Saint-Claude. Il devient employé dans plusieurs entreprises. Il adhère à la SFIO, devient secrétaire de la fédération socialiste de l'Ain en 1912, et, surtout, participe très activement au mouvement des coopératives. Ce quasi autodidacte lit l'anglais couramment, traduit des articles de l’International Herald Tribune, et commente la Grammaire de l'Académie française, lors de sa parution en 1932.
Antimilitariste et hostile à l'allongement de la durée du service militaire (porté de deux à trois ans en 1913), René Nicod accepte cependant sans réticence sa mobilisation pendant la Première Guerre mondiale. Il combat pendant trois ans, revient décoré trois fois (voir ci-dessous) et en ayant perdu l'usage de la main gauche.
Il est élu député en 1919. Il devient aussi maire d'Oyonnax, poste qu'il occupe jusqu'en 1940. Il fait aménager un jardin public, construire des écoles maternelles et un hospice de vieillards. Des travaux d'améliorations sont également entrepris sur son initiative à l'hôpital de la ville. Quoique réticent vis-à-vis de la Troisième internationale, René Nicod rejoint le Parti communiste après le congrès de Tours, en décembre 1920. Battu aux élections législatives de 1924 et 1928, il est cependant élu conseiller général. Il retrouve son siège de député en 1936.
René Nicod fait placarder des affiches dénonçant le Pacte germano-soviétique, signées par lui et par ses principaux collaborateurs. Il quitte le PCF et crée le groupe de l'Union populaire française, qu'il préside. Il n'en proteste pas moins contre la « répression aveugle » qui frappe les communistes. Le 10 juillet 1940, il est l'un des quatre-vingts parlementaires qui votent contre les pleins pouvoirs à Philippe Pétain, ce qui lui vaut d'être arrêté et incarcéré jusqu'à la Libération au camp d'internement d'Évaux-les-Bains (Creuse). Les Forces françaises de l'intérieur le libèrent de sa prison en juin 1944. Il préside le Mouvement de libération nationale d'Oyonnax, puis adhère au Front national. Il siège à l'Assemblée consultative provisoire. Mais la fédération communiste de l'Ain refuse sa réintégration dans ses rangs.

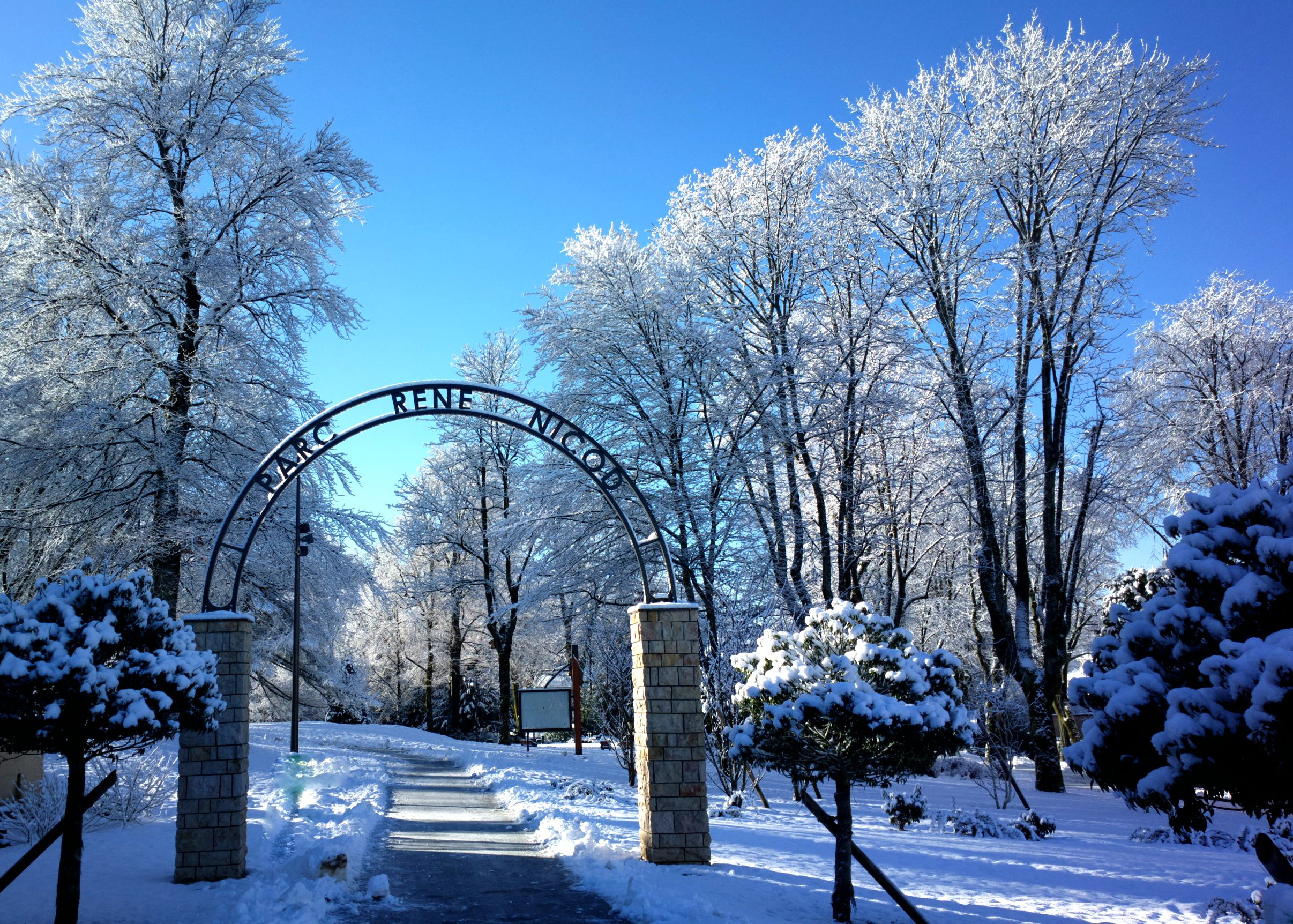
Parc René Nicod, Oyonnax

René Nicod rejoint la SFIO en juillet 1945. Il retrouve ses mandats locaux (maire, conseiller général), qu'il conserve jusqu'à sa mort en 1950. La population d'Oyonnax lui fait de « grandioses funérailles » au cours desquelles fut lu un message du Président de la République Vincent Auriol.

### Mandats et fonctions
- 1919-1939 ; 1947-1950 : maire d'Oyonnax
- 1928-1940 ; 1945-1950 : conseiller général de l'Ain
- 1919-1924 ; 1936-1942 : député de l'Ain
- 1944-1945 : délégué à l'Assemblée consultative provisoire

### Décorations
- Médaille militaire
- Croix de guerre 1914-1918 avec palme